# Niobandad bälta
Niobandad bälta (Dasypus novemcinctus) är ett däggdjur i familjen bältdjur. Arten är välkänd då den även förekommer i Nordamerika.

## Utbredning
Artens utbredningsområde sträcker sig från centrala USA till Peru och norra Argentina. De första individerna som nådde USA iakttogs i mitten av 1800-talet i Texas. Niobandad bälta blev under 1920-talet införd i Florida. Den förekommer nu i hela sydöstra USA. Den norra gränsen ligger i delstaterna Colorado, Missouri och South Carolina. Vandrande individer har observerats så långt norrut som södra Nebraska, södra Illinois och södra Indiana. Niobandad bälta är även det enda bältdjuret som förekommer på västindiska öar, den finns på Grenada samt Trinidad och Tobago.

## Kännetecken
Liksom hos alla andra bältdjur består djurets pansar av tre segment, ett på huvudet, ett under buken och ett på ryggen. Bepansringen på ryggen är delad med hjälp av ett antal band. Trots djurets namn kan antalet variera mellan sju och elva. Pansaret har vanligen en brun färg och undersidan är oftast lite ljusare än övriga delar. Djurets nos är långsträckt och påminner om svinets tryne, öronen är långa. Fram- och hörntänder saknas, de 28 till 32 tänder som finns är enkla och liknar pinnar. Extremiteterna är jämförelsevis korta, på framfötterna finns fyra tår och på bakfötterna fem tår, som alla har vassa klor. Svansen är 24 till 37 centimeter lång och täckt av 15 till 25 ringar som består av benvävnad. Kroppslängden ligger mellan 30 och 55 centimeter och vikten mellan 3 och 10 kilogram, hannar är ofta lite tyngre än honor. Kännetecknande är även en påfallande låg kroppstemperatur (vanligen mellan 34 och 36 °C) som varierar starkt.

## Levnadssätt
Niobandad bälta lever i självgrävda bon som består av en cirka 7 meter lång tunnel och en kammare i slutet som polstras med gräs och löv. Ofta vistas flera individer, vanligtvis av samma kön i ett bo. Ibland används bon samtidigt av andra djur som skunkar eller pungråttor. Bon som lämnats av bältan kan dessutom nyttjas av bomullsråttor, prärieugglor och skallerormar. Habitatet kan variera men arten föredrar regioner med tät vegetation som buskage eller skogar. Individerna upprättar inga revir, ibland lever upp till 12 individer på en kvadratkilometer.
Niobandad bälta är vanligen aktiv på natten och vilar på dagen i bon. Födan hittas främst med hjälp av luktsinnet. Deras läten påminner om grisens grymtande. När de blir hotade springer de vanligen iväg. De söker skydd i bon och stänger ingången med hjälp av sin bepansring. Djuret kan även simma och fyller därvid delar av mag- tarmsystemet med luft.

## Föda
Arten livnär sig främst av animalisk föda. Den föredrar insekter som myror och skalbaggar men äter även mindre ryggradsdjur, fågelägg och as. Dessutom ingår frukter, rotfrukter och bär i födan.

## Fortplantning
Dräktigheten varar i cirka 120 dagar varefter honan vanligen föder fyra ungar. Ungarna utvecklas från en enda äggcell och har därför alltid samma kön. Nyfödda ungar liknar de vuxna djuren men deras pansar är mjukt. Efter första levnadsåret är skyddsbeklädnaden tillräckligt hård. Efter fyra till fem månader slutar honan att ge di och efter ett år är ungarna könsmogna. Livslängden ligger mellan 12 och 15 år.

## Niobandad bälta och människor
Arten är det enda bältdjuret som ökade sitt utbredningsområde efter européernas ankomst i Amerika. Å ena sidan betraktas dessa bältor som nyttiga, då de äter insekter och för köttets skull. Å andra sidan jagas de ibland när de äter fågelägg eller när de gräver sina bon i odlad mark. Det senare fallet förekommer ganska sällan. Niobandad bälta har större betydelse som försöksdjur. Den kan infekteras med bakterien Mycobacterium leprae som orsakar lepra och används för att testa olika vaccin.
IUCN listar arten som livskraftig (least concern).